# 守口市立春日小学校
守口市立春日小学校（もりぐちしりつ かすが しょうがっこう）は、大阪府守口市にあった公立小学校。
従来の守口市立守口小学校・守口市立滝井小学校・守口市立土居小学校の校区の一部を分離再編し、1957年に創立した。学校敷地は、守口市立京阪高等学校の旧敷地を転用している。

## 沿革
- 1957年4月1日 - 守口市立第七小学校（仮称）として開校。
- 1957年8月1日 - 校名が「守口市立春日小学校」に決定。
- 1957年9月24日 - 開校記念式典を実施。この日を創立記念日とする。
- 1958年12月19日 - 校歌制定。
- 1962年1月30日 - 学校給食優良校として表彰される。
- 1962年4月1日 - 校区変更。従来の守口市立三郷小学校校区の一部を、春日小学校校区へ編入。
- 1997年 - 大阪府教育委員会・守口市教育委員会より、情報教育の研究校に指定される。
- 2014年3月 - 閉校

## 通学区域
- 守口市 大枝西町、春日町、河原町、小春町、寺内町1丁目・2丁目、高瀬町1丁目・2丁目、馬場町1丁目
- 守口市 梅園町・長池町のうち、大阪内環状線以東の区域。

卒業生は基本的に守口市立第三中学校に進学する。

## 交通
- 京阪本線 土居駅 東へすぐ。